# Zilli Reichmann
Cäcilie „Zilli“ Reichmann, auch Zilli Schmidt (* 10. Juli 1924 in Hinternah; † 21. Oktober 2022 in Mannheim), war eine deutsche Sintezza und Überlebende des Völkermordes an den Sinti und Roma durch die Nationalsozialisten. Sie wurde zur Zeit des Nationalsozialismus im „Zigeunerlager“, wie der Abschnitt B II e des Konzentrationslagers Auschwitz von den Nationalsozialisten bezeichnet wurde, im KZ Ravensbrück und in einem Außenlager des KZ Sachsenhausen gefangengehalten.
Im Februar 1988 sagte sie vor dem Landgericht Siegen als Zeugin gegen den früheren SS-Rottenführer Ernst-August König aus, der Blockführer in Auschwitz gewesen war. Im hohen Alter berichtete Zilli Reichmann als Zeitzeugin bei Veranstaltungen von Ausgrenzung und Verfolgung, ihren Aufenthalten in den verschiedenen Lagern sowie von ihrem Kampf um Wiedergutmachung für das ihr zugefügte Leid.

## Biographie

### Familie und Jugend
Zilli Reichmann war eine Tochter von Berta „Batschka“ Reichmann (* 1884) und Anton „Jewero“ Reichmann (* 1882). Sie hatte vier Geschwister: zwei Schwestern, Hulda (* 1911) und Anna, genannt „Gucki“ (* 1916), sowie zwei Brüder, Stefan, genannt „Stifto“ (* 1907), und Otto, genannt „Hesso“ (* 1926). Die Eltern waren als Schausteller, Musiker und Hausierer auf Wanderschaft unterwegs und betrieben ein Wanderkino. Der Vater war zudem ein gefragter Handwerker, der Bruder Stefan handelte mit Geigen. Der Wohnwagen der Familie wurde von einem Lanz Bulldog gezogen, was darauf hinweist, dass die Reichmanns gut gestellt waren.
Die Familie war katholisch und gehörte zu den Lalleri, einer ursprünglich in Südosteuropa, vor allem in Böhmen und Mähren beheimateten Teilminderheit der Roma. Sie war vorwiegend in Böhmen, Thüringen, Sachsen und Bayern unterwegs.
Als Kind sprach Zilli Reichmann nur Romanes. Bis zum Alter von 14 Jahren besuchte sie die Schule, wenn auch aufgrund der Wanderschaft viele verschiedene. Ihr letzter Schulbesuch war 1938 in Ingolstadt, wo sie engen Kontakt zu einer Nonne hatte. Als diese als Missionarin nach Afrika ging, wollte Zilli Reichmann mit ihr gehen.
Mit 15 Jahren wurde Zilli Reichmann schwanger und brachte am 6. Mai 1940 in Eger eine Tochter zur Welt. Sie erhielt die Namen Ursula Josefine und wurde „Gretel“ genannt. Ihr Vater war Moritz Blum, der einer befreundeten Familie angehörte; das Paar blieb nicht zusammen. Moritz Blum ging ins Ausland und schickte ein Telegramm an Zilli Reichmann, sie solle ihm folgen, was sie aber nicht wollte.
Die Familie Reichmann musste sich – wie viele andere Sinti auch – von Mitarbeiterinnen und Mitarbeitern der Rassenhygienischen Forschungsstelle untersuchen und vermessen lassen, um unter anderem festzustellen, ob sie „gemischt-“ oder „reinrassig“ seien. Die Forschungsleiterin war Eva Justin, die von den Betroffenen Loli Tschai („rotes“ oder „böses Mädchen“) genannt wurde. Die Ergebnisse bezüglich der Familie Reichmann sind nicht erhalten.

### Ausgrenzung und Deportation

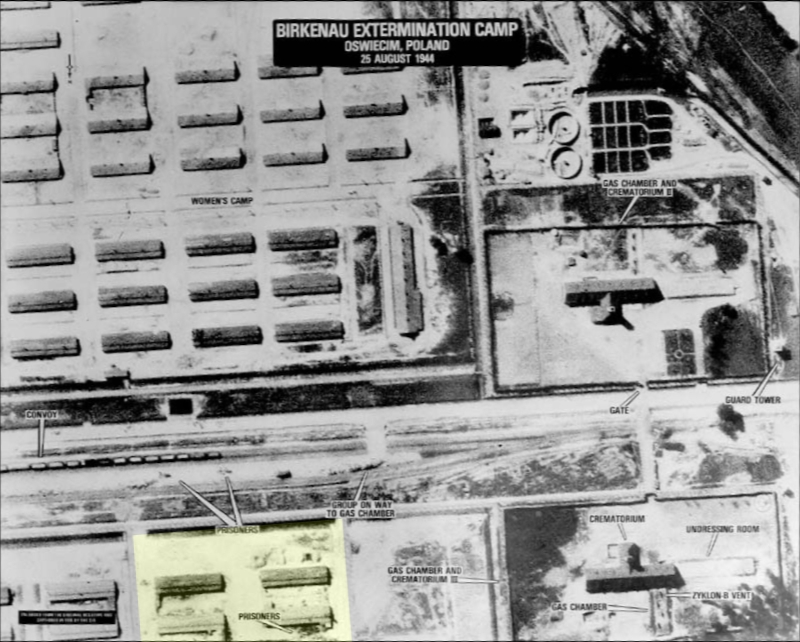
Luftbild von Auschwitz-Birkenau: das ehemalige „Zigeunerlager“ ist farblich hervorgehoben (25. August 1944)

Ab Mitte der 1930er Jahre begann das NS-Regime mit der organisierten Verfolgung von „Zigeunern“, und 1938 wurde die Reichszentrale zur Bekämpfung des Zigeunerunwesens eingerichtet. Mit dem Auschwitz-Erlass vom 16. Dezember 1942 ordnete Heinrich Himmler die Deportation aller im nationalsozialistischen Deutschen Reich lebenden Sinti und Roma an.
Der Familie Reichmann gelang es zunächst, verschont zu bleiben, indem sie häufig ihren Aufenthaltsort wechselte, um Polizei und Behörden zu entgehen. Stefan Reichmann wurde zur Wehrmacht einberufen, was in der Familie die Hoffnung weckte, „Zigeuner“ würden als „vollwertige Deutsche“ anerkannt. Zilli musste aber 1938 die Schule in Ingolstadt verlassen, wo die Familie Freundschaft mit den Trabers geschlossen hatte. Die Reichmanns zogen in das Sudetenland, das aber gemäß dem Münchner Abkommen ab Oktober 1938 zum Deutschen Reich gehörte. Nach den nun dort herrschenden Vorschriften hätte die Familie eigentlich nicht ihren behördlich festgesetzten Aufenthaltsort Eger verlassen dürfen.
Nach dem Waffenstillstand mit Frankreich am 22. Juni 1940 zog die Familie dorthin, weil sie hoffte, dass die Überwachung in besetzten Gebieten nicht so engmaschig sei; Stefan Reichmann war zudem in Frankreich stationiert. 1941 oder 1942 hielten sich die Reichmanns in Metz auf. Von dort aus fuhr Zilli Reichmann mit ihren Cousinen Katharina und Else nach Straßburg, wo sie bei einer Frau wohnten, die im Widerstand aktiv war. Diese Frau bot an, die gesamte Familie auf dem Schiff ihres Sohnes in das bislang nicht besetzte Südfrankreich zu schmuggeln, doch die Eltern lehnten ab. Zilli Reichmann: „Wir wären gerettet gewesen!“
Bei einer Razzia am 8. Juni 1942 wurden die drei Mädchen verhaftet. Über mehrere Stationen wurde Zilli Reichmann in das KZ Lety bei Písek transportiert. Von dort gelang ihr mit weiteren Verwandten Anfang 1943 die Flucht nach Eger, wo sie aber erneut verhaftet wurde. Sie kam in das berüchtigte Gefängnis Pankrác in Prag. Zur gleichen Zeit waren dort überlebende Einwohner des Ortes Lidice inhaftiert, deren Heimatort in Vergeltung des Attentats auf Reinhard Heydrich zerstört worden war.
Am 11. März 1943 wurde Zilli Reichmann mit einer Gruppe weiterer Frauen und Männer in das sogenannte Zigeunerlager im KZ Auschwitz-Birkenau deportiert, in Sichtweite der Krematorien. Bei ihrer Ankunft musste sie sich vor SS-Männern nackt ausziehen, die Haare wurden ihr abgeschnitten und die Zahl „Z1959“ auf den Arm tätowiert. Rund ein halbes Jahr später wurden auch ihr Vater, ihre Mutter, ihre Tochter sowie ihr Bruder Otto und ihre Schwester „Gucki“ mit ihren sieben Kindern in Auschwitz eingeliefert. Ihre Schwester Hulda war inzwischen verstorben. „Gucki“ hatte kurz vor ihrer Deportation noch einen kleinen Jungen geboren: Der Säugling wurde ihr aus Eger in einem Paket nachgeschickt und kam tot an.
Am 17. März 1943 wurde auch Zillis Bruder Stefan nach Auschwitz deportiert, noch in Wehrmachtsuniform und mehrfach ausgezeichnet. Er wurde später in das Stammlager des KZ Auschwitz verlegt, zwangssterilisiert und nach Eger entlassen. Im Lager durften die Familien zusammen bleiben, die Sinti durften ihre Instrumente behalten und mussten als Kapelle für die SS spielen; auch eine Fußballmannschaft wurde aufgestellt. Zilli Reichmann arbeitete in verschiedenen Bereichen wie dem Kindergarten, in der Küche, in der Schreibstube und der Bekleidungskammer. Durch ein Loch in der Barackenwand beobachtete sie Hinrichtungen der Politischen Abteilung. Während ihres Aufenthalts im KZ wurde sie von dem Arzt Josef Mengele untersucht, der ein besonderes Interesse an ihr zeigte.
In einem Interview mit dem Deutschlandfunk aus dem Jahre 2019 erzählte Zilli Reichmann: „Ich habe geklaut wie ein Rabe, aber nicht von dem Mund von den Menschen, in der Küche, in der Bekleidungskammer, Magazin, alles, wo Du nur denken kannst, hat die Zilli geklaut ….“ Sie lernte den Lagerältesten Hermann Dimanski kennen, einen Kommunisten und Spanienkämpfer. Mit der Billigung ihrer Mutter begann sie ein Verhältnis mit ihm. Von diesem Zeitpunkt an musste sie nicht mehr stehlen, da Dimanski sie unterstützte. Zweimal strich er Zilli von der Liste zur Vergasung, an ihrer Stelle wurden vermutlich andere Frauen getötet. „Das Zigeunerlager, das war gar nicht weit weg von der Gaskammer. Mein Kind kam immer zu mir: „‚Mama, Mama, da hinten werden die Menschen verbrannt.‘ Habe ich gesagt: ‚Nein …, da backen sie Brot.‘ ‚Nein, Mama, da tun die Menschen rein‘“, die hat das gewusst. Mit vier, fünf Jahren.“
Vermutlich im April 1944 fiel die Entscheidung, die rund 6000 Insassinnen und Insassen des Zigeunerlagers zu ermorden, „um Platz zu schaffen“. Ein erster Versuch des Transports zu den Gaskammern am 16. Mai scheiterte am Widerstand der Betroffenen. Zilli Reichmann wurde am 2. August zusammen mit ihrer Cousine Tilla in das KZ Ravensbrück verlegt, nicht zuletzt, weil Mengele ihr eine Ohrfeige gab, damit sie zurück in den Waggon sprang, nachdem sie schon wieder herausgesprungen war; so verdankte sie ihm ihr Leben.
In der folgenden Nacht wurden ihre Eltern, ihre Schwester „Gucki“ und deren sieben Kinder sowie Zilli Reichmanns vierjährige Tochter Gretel mit rund 3000 weiteren Menschen vergast, darunter zahlreiche Verwandte und Bekannte von Zilli Reichmann. Ihre beiden Brüder Otto und Stefan überlebten, weil sie wie Zilli Stunden zuvor in ein Arbeitslager verlegt worden waren. Auch die Cousine Katharina Strauß überlebte das Kriegsende, ihre Eltern und ihre Schwester Maria mit ihren Kindern wurden ebenfalls in Auschwitz-Birkenau ermordet.
Ab dem 3. August 1944 befand sich Zilli Reichmann im KZ Ravensbrück, anschließend wurde sie in ein Außenlager des KZ Sachsenhausen verlegt. Dort wurde sie als Zwangsarbeiterin bei den Arado Flugzeugwerken in Wittenberg eingesetzt, wo sie Bleche drehen musste. Am 24. Februar 1945 gelang Zilli und ihrer Cousine Tilla mit Hilfe eines Zivilarbeiters, der ihnen zuvor schon Essen zugesteckt hatte, die Flucht. Sie flohen nach Berlin, wo ein Onkel von Zilli lebte, und auf Umwegen zurück nach Eger, wo Zillis Bruder Stefan inzwischen wieder lebte.

### Kampf um Wiedergutmachung
In Folge der Lagerhaft erkrankte Zilli Reichmann an Tuberkulose. 1948 heiratete sie Anton Schmidt „auf Zigeunerart“, also ohne Standesamt. Anton Schmidt hatte eine Haft im KZ Neuengamme überlebt. Er war Berufsmusiker – ein Zymbalist – und spielte in der Gruppe Romano. Zilli arbeitete für die Musiker als Kassiererin und verkaufte zudem als Hausiererin Perserteppiche.
Voneinander getrennt mussten drei Anträge auf Entschädigung gestellt werden: zum „Schaden an Freiheit“, zum „Schaden an Körper und Gesundheit“ und zum „Schaden am beruflichen und wirtschaftlichen Fortkommen“. 1953 stellte Zilli Reichmann einen Antrag auf Wiedergutmachung wegen der von ihr erlittenen Haft, also zum „Schaden an Freiheit“. Dieser wurde abgelehnt, da Himmlers Deportationserlasse aus dem Jahre 1942 sich auf „Zigeunermischlinge“ und „Rom-Zigeuner“ bezogen hätten. Sie sei nicht aus rassischen Gründen verhaftet worden, da sie „reinrassig“ sei. Diese Begründung implizierte, Zilli Reichmann sei inhaftiert worden, weil sie kriminell oder „arbeitsscheu“ gewesen sei, eine Einschätzung, die der Bundesgerichtshof (BGH) im Jahre 1956 in einem Grundsatzurteil bestätigte. „Zigeuner“ seien, nach Ansicht der Bundesrichter, schon vor der Zeit des Nationalsozialismus „allgemein von der Bevölkerung als Landplage empfunden“ worden. Der Verhaftungsgrund sei deshalb nicht gewesen, „Zigeuner gerade wegen ihrer Rasse zu verfolgen, sondern die übrige Gesellschaft vor ihren sozialschädlichen, auf eigentümlichen Gruppeneigenschaften beruhenden Handlungen zu schützen“.
Die Entschädigungsstelle forderte einen Strafregisterauszug an, und Zilli Reichmann musste zahlreiche Unterlagen beibringen, wie etwa Nachweise über ihre Wohnsitze und ihren Aufenthalt in Auschwitz. Es wurde das Bayerische Landeskriminalamt eingeschaltet: Zuständig war ein Beamter, der vor 1945 an den Deportationen beteiligt war und sich in seinen Stellungnahmen einer nationalsozialistisch geprägten Sprache bediente. So sei es das „gemeinschaftswidrige Verhalten der Landfahrer“, das die Behörden „zwinge“, sie in Lagern unterzubringen.
Ein weiterer Beamter, ebenfalls vor 1945 an der Verfolgung von Sinti und Roma beteiligt, bezog sich auf die „Rassendiagnose“ von 1941, in der es hieß, dass die „Zigeuner“ „bestimmte rassische Merkmale mit den Juden gemeinsam“ hätten. „Zigeunerische Personen“ seien während der NS-Zeit wegen ihrer „teils asozialen, teils kriminellen Lebensweise“ in KZs in Vorbeugehaft genommen worden. „Eine rassische Verfolgung schlechthin muss aber im Gegensatz zu der Judenverfolgung verneint werden.“ Abschließend wurde konstatiert, es stehe „einwandfrei“ fest, dass Zilli Reichmann im Mai 1942 als „Streunerin bzw. Arbeitsscheue“ und damit „Asoziale“ inhaftiert worden sei.
Zilli Reichmann bekam eine Entschädigungssumme von 3900 Mark zugesprochen, 150 Mark pro Monat Gefangenschaft. Dagegen klagte sie und bekam per Urteil eine Nachzahlung von 750 Mark zugesprochen; dieser Bescheid wurde vom Oberlandesgericht München nach einem Einspruch des Landesentschädigungsamtes mit Berufung auf die Rechtsprechung des BGH aus dem Jahre 1956 aufgehoben. Fünf Jahre später revidierte der BGH seine Einschätzung, woraufhin Zilli Reichmann eine Nachzahlung von 1200 Mark erhielt sowie eine zusätzliche Kapitalentschädigung von 6000 Mark. Eine Entschädigung in Sachen ihrer Tochter wurde indes abgelehnt, da sich das Kind nie in den Grenzen des Deutschen Reichs aufgehalten habe. Zilli Reichmann: „Deutsche durften Gretel umbringen, aber für eine Entschädigung waren sie nicht zuständig.“
Das Verfahren wegen „Schaden an Körper und Gesundheit“ zog sich von 1956 bis 1968 hin. Zilli Reichmann litt aufgrund von Verfolgung und Inhaftierung an zahlreichen chronischen Beschwerden wie Depressionen, Ischialgien und Magenbeschwerden, was ihr in mehreren Gutachten bescheinigt wurde. Erneut wurde ein Auszug aus dem Strafregister eingeholt. Schließlich schlug ihr die Entschädigungsstelle einen Vergleich vor auf der Basis einer Mindestrente von 159 Mark; rückwirkend bekam sie eine Zahlung in Höhe von 22.162 Mark. Das Verfahren wegen des „Schadens am beruflichen und wirtschaftlichen Fortkommen“ wurde 1969 abschlägig beschieden, indem ihre Mitarbeit im Familienunternehmen bezweifelt wurde und es sich lediglich um eine „gelegentliche und unbedeutende Mitarbeit“ gehandelt habe. Zilli Reichmanns Ehemann Anton musste bei seinen Anträgen mit ähnlichen Widerständen kämpfen.

### Späte Jahre
Zilli Reichmann und Anton Schmidt lebten zunächst in Ludwigshafen, später in Mannheim. 1970 bezogen sie auf Dauer eine Wohnung. Am 30. März 1973 heiratete das Paar standesamtlich. Anton Schmidt starb 1989. Zilli Schmidt lebte ab 2009 wieder in Mannheim, nachdem sie nach dem Tod ihres Mannes zunächst in die Nähe ihres Bruders Otto nach Mülheim gezogen war. Mit ihrer Familie war sie noch häufig im Wohnwagen unterwegs.
Im Alter von über 90 Jahren entschloss sich Zilli Schmidt, als Zeitzeugin bei Veranstaltungen von ihrem Leben zu berichten. 2016 erschien das Buch Die Akte Zilli Reichmann, das ihre Biographie sowie die Ausgrenzung und Verfolgung von Sinti und Roma darstellt. Im Dezember 2020 wurde der sechsminütige Animationsfilm Die bringen nur die Verbrecher weg veröffentlicht, in dem Zilli Schmidt von der Ermordung ihrer Familie berichtet. Der Titel des Kurzfilms basiert auf einer Aussage ihres Vaters, der während der ersten Jahre unter Adolf Hitler davon überzeugt war, dass die Nationalsozialisten nur Verbrecher verhaften würden. 2022 starb sie im Alter von 98 Jahren in Mannheim.

## Zeugin vor Gericht
Von 1987 bis 1991 fand vor dem Landgericht Siegen ein Verfahren gegen den früheren SS-Rottenführer Ernst-August König statt, der im „Zigeunerlager“ Blockführer gewesen war. In diesem Prozess trat Zilli Reichmann am 23. Februar 1988 als Zeugin auf, ihr Ehemann Anton Schmidt war als ihr Beistand dabei: „Ich hatte Angst, hierher zu kommen.“ Sie erkannte den Angeklagten, wie sie sagte, „an seinem Blick“. So berichtete sie unter anderem, dass König eine Vorliebe für eine Frau im „Zigeunerlager“ gehabt und auf diese geschossen habe, als er sie durch ein Fenster auf dem Bett eines anderen Mannes habe sitzen sehen. Wenige Tage später sei diese Frau im Krankenbau gestorben. Während ihrer Aussage brach sie immer wieder in Tränen aus; die Sitzung musste mehrfach unterbrochen werden. Die Verteidiger von König versuchten wiederholt, sie aus dem Konzept zu bringen und ihr Erinnerungsvermögen in Zweifel zu ziehen. Hinter ihr im Gerichtssaal saßen Studenten, die am Ende ihrer Aussage ebenfalls weinten.
Zilli Reichmann war nicht die einzige Zeugin aus der Gruppe der Sinti und Roma in diesem Prozess. Bei vielen ihrer Aussagen kam es zu Unterbrechungen, weil etwa Zeugen in Tränen ausbrachen, plötzlich aus dem Gerichtssaal stürmten oder sich weigerten, die Fragen der Verteidiger zu beantworten. Viele von ihnen zeigten deutliche Angst vor dem Angeklagten. König wurde wegen mehrfachen Mordes zu einer lebenslangen Haftstrafe verurteilt und beging noch 1991 Suizid.

## Ehrungen
Im April 2021 verlieh ihr Bundespräsident Frank-Walter Steinmeier für ihr Engagement als Zeitzeugin das Verdienstkreuz am Bande des Verdienstordens der Bundesrepublik Deutschland.
Am 20. September 2021 erhielt sie den Kultur- und Ehrenpreis der Sinti und Roma in der Sparte Kultur.